# Lancer du disque féminin aux championnats du monde d'athlétisme 2009
Navigation
Osaka 2007 Daegu 2011
L'épreuve du lancer du disque féminin des championnats du monde de 2009 s'est déroulée les 19 et 21 août 2009 dans le Stade olympique de Berlin. Elle est remportée par l'Australienne Dani Samuels.

## Critères de qualification
Pour se qualifier, il faut avoir réalisé au moins 62,00 m (minimum A) ou 58,50 m (minimum B) du 1er janvier 2008 au 3 août 2009.

## Records
Avant cette compétition, les records dans cette discipline étaient les suivants :
| Record                  | Distance | Athlète          | Pays               | Date           | Lieu           |
| ----------------------- | -------- | ---------------- | ------------------ | -------------- | -------------- |
| Record du monde         | 76,80 m  | Gabriele Reinsch | Allemagne de l'Est | 9 juillet 1988 | Neubrandenburg |
| Record des championnats | 71,62 m  | Martina Hellmann | Allemagne de l'Est | 31 août 1987   | Rome           |

## Médaillées
| Or           | Argent          | Bronze         |
| Dani Samuels | Yarelis Barrios | Nicoleta Grasu |

## Résultats

### Finale
| Rang               | Athlète                 | Pays       | Essais  | Essais  | Essais  | Essais  | Essais  | Essais  | Marque  | Notes |
| Rang               | Athlète                 | Pays       | 1       | 2       | 3       | 4       | 5       | 6       | Marque  | Notes |
| ------------------ | ----------------------- | ---------- | ------- | ------- | ------- | ------- | ------- | ------- | ------- | ----- |
| Médaille d'or      | Dani Samuels            | Australie  | x       | 59,05 m | 62,71 m | 64,76 m | 65,44 m | x       | 65,44 m | PB    |
| Médaille d'argent  | Yarelis Barrios         | Cuba       | 64,44 m | 63,87 m | 61,17 m | x       | x       | 65,31 m | 65,31 m | SB    |
| Médaille de bronze | Nicoleta Grasu          | Roumanie   | x       | 65,20 m | 62,38 m | 60,68 m | 63,41 m | x       | 65,20 m | SB    |
| 4                  | Zaneta Glanc            | Pologne    | 58,69 m | 59,83 m | 62,66 m | x       | 57,71 m | x       | 62,66 m |       |
| 5                  | Song Aimin              | Chine      | 51,69 m | 60,50 m | 61,78 m | x       | 61,39 m | 62,42 m | 62,42 m |       |
| 6                  | Nadine Müller           | Allemagne  | 57,53 m | 57,62 m | 62,04 m | 60,40 m | x       | x       | 62,04 m |       |
| 7                  | Natalya Sadova          | Russie     | 60,70 m | 61,78 m | 59,31 m | 60,44 m | 58,26 m | 61,44 m | 61,78 m |       |
| 8                  | Mélina Robert-Michon    | France     | 59,80 m | 60,92 m | 60,89 m | x       | 59,90 m | 59,69 m | 60,92 m |       |
| 9                  | Sandra Perković         | Croatie    | x       | 60,77 m | x       |         |         |         | 60,77 m |       |
| 10                 | Aretha Thurmond         | États-Unis | x       | 59,89 m | 59,88 m |         |         |         | 59,89 m |       |
| 11                 | Ma Xuejun               | Chine      | 58,79 m | x       | 58,58 m |         |         |         | 58,79 m |       |
| 12                 | Stephanie Brown Trafton | États-Unis | 58,53 m | x       | 57,94 m |         |         |         | 58,53 m |       |

### Qualifications
| Rang | Athlète                  | Pays           | Distance       | Essais  | Essais  | Essais  |
| ---- | ------------------------ | -------------- | -------------- | ------- | ------- | ------- |
| 1    | Ma Xuejun                | Chine          | 63,38 m Q (SB) | 63,38 m |         |         |
| 2    | Yarelis Barrios          | Cuba           | 62,19 m Q      | x       | x       | 62,19 m |
| 3    | Sandra Perković          | Croatie        | 62,16 m Q      | 61,02 m | x       | 62,16 m |
| 4    | Nicoleta Grasu           | Roumanie       | 61,78 m Q      | 60,25 m | 61,78 m |         |
| 5    | Nadine Müller            | Allemagne      | 61,63 m Q      | 61,63 m |         |         |
| 6    | Stephanie Brown Trafton  | États-Unis     | 61,23 m q      | 60,15 m | 57,44 m | 61,23 m |
| 7    | Elizna Naude             | Afrique du Sud | 59,67 m (SB)   | 59,46 m | 59,46 m | 59,67 m |
| 8    | Wioletta Potepa          | Pologne        | 59,54 m        | x       | 59,54 m | x       |
| 9    | Dragana Tomašević        | Serbie         | 59,38 m        | 58,32 m | 59,30 m | 59,38 m |
| 10   | Svetlana Ivanova-Saykina | Russie         | 59,31 m        | 59,31 m | x       | 58,45 m |
| 11   | Becky Breisch            | États-Unis     | 58,50 m        | 58,50 m | x       | 58,08 m |
| 12   | Yania Ferrales           | Cuba           | 58,24 m        | 57,71 m | 55,84 m | 58,24 m |
| 13   | Kateryna Karsak          | Ukraine        | 56,79 m        | 56,79 m | x       | x       |
| 14   | Krishna Poonia           | Inde           | 56,75 m        | x       | x       | 56,75 m |
| 15   | Elisângela Adriano       | Brésil         | 55,75 m        | 54,99 m | 52,00 m | 55,75 m |
| 16   | Sofia Larsson            | Suède          | 54,28 m        | 51,87 m | x       | 54,28 m |
| 17   | Olena Antonova           | Ukraine        | 54,28 m        | x       | 54,28 m | x       |
| 18   | Venera Getova            | Bulgarie       | 53,33 m        | 53,33 m | x       | x       |
| 19   | Elina Zverava            | Biélorussie    | NM             | x       | x       | x       |

| Rang | Athlète                   | Pays           | Distance     | Essais  | Essais  | Essais  |
| ---- | ------------------------- | -------------- | ------------ | ------- | ------- | ------- |
| 1    | Song Aimin                | Chine          | 62,80 m Q    | x       | 62,80 m |         |
| 2    | Dani Samuels              | Australie      | 62,67 m Q    | 62,67 m |         |         |
| 3    | Żaneta Glanc              | Pologne        | 62,43 m Q    | 49,79 m | 62,43 m |         |
| 4    | Natalya Sadova            | Russie         | 61,94 m Q    | 61,94 m |         |         |
| 5    | Mélina Robert-Michon      | France         | 61,53 m Q    | 58,36 m | 61,53 m |         |
| 6    | Aretha Thurmond           | États-Unis     | 61,08 m q    | 60,09 m | 59,09 m | 61,08 m |
| 7    | Xu Shaoyang               | Chine          | 61,02 m (SB) | 59,67 m | 61,02 m | 57,96 m |
| 8    | Yarisley Collado          | Cuba           | 60,37 m      | 59,56 m | 59,23 m | 60,37 m |
| 9    | Seema Antil               | Inde           | 59,85 m (SB) | 59,85 m | x       | x       |
| 10   | Vera Pospíšilová-Cechlová | Tchéquie       | 59,52 m      | 57,87 m | 58,37 m | 59,52 m |
| 11   | Joanna Wisniewska         | Pologne        | 58,85 m      | x       | 58,85 m | x       |
| 12   | Franka Dietzsch           | Allemagne      | 58,44 m      | x       | x       | 58,44 m |
| 13   | Vera Begić                | Croatie        | 58,25 m      | 54,63 m | x       | 58,25 m |
| 14   | Anna Söderberg            | Suède          | 57,92 m      | 56,38 m | 57,92 m | x       |
| 15   | Rocío Comba               | Argentine      | 54,69 m      | 52,62 m | 54,69 m | x       |
| 16   | Zinaida Sendriute         | Lituanie       | 54,55 m      | 52,85 m | 54,55 m | x       |
| 17   | Li Wen-Hua                | Taipei chinois | 53,88 m      | 53,88 m | 49,91 m | 52,49 m |
| 18   | Kazai Suzanne Kragbé      | Côte d'Ivoire  | 53,84 m (NR) | 52,24 m | 53,84 m | 52,79 m |
| 19   | Tereapii Tapoki           | Îles Cook      | 45,29 m (SB) | x       | 45,29 m | x       |
| 20   | Iryna Yatchanka           | Biélorussie    | NM           | x       | x       | x       |
| 21   | Natalya Fokina-Semenova   | Ukraine        | DNS          |         |         |         |